# (31856) 2000 EP54
2000 إي بي 54 (ويعرف أيضًا باسم (31856) 2000 إي بي 54 وفق تسمية الكوكب الصغير) (بالإنجليزية: 2000 EP54)‏؛ هو كويكب ضمن حزام الكويكبات.
اكتُشف هذا الجُرم الفلكي بواسطة سبيس واتش في 10 مارس 2000، وترتيبه 31856 من حيث الاكتشاف.

## الوصف
اكتُشف 318562000EP في 10 مارس 2000 في مرصد قمة كت الوطني، الواقع في صحراء سونورا، أريزونا في الولايات المتحدة، بواسطة مشروع سبايس واتش (مشاهد السماء) التابع لجامعة أريزونا. وقد رصد المشروع 1,640 مشاهدة للكويكب إلى غاية 5 فبراير 2022 بتوقيت منطقة المحيط الهادئ، أي في مدة قدرها 16,116 يومًا (44.2 عام). تستغرق الفترة المدارية للكويكب 1,480 يومًا (4.1 عام).

## الخصائص المدارية
يتميز مدار هذا الكويكب بنصف محور رئيسي يبلغ 2.54 وحدة فلكية، وحضيض قدره 1.81 وحدة فلكية، وانحراف قدره 0.288 وزاوية ميلان 6.15 درجة بالنسبة لمسار الشمس. بسبب هذه الخصائص، أي نصف المحور الرئيسي بين 2 و3.2 وحدة فلكية وحضيض أكبر من 1,666 وحدة فلكية، يُصنف هذا الجُرم الفلكي وفقًا لقاعدة بيانات مختبر الدفع النفاث لأجرام النظام الشمسي الصغيرة كائنًا من حزام الكويكبات الرئيسي.

## وصلات خارجية
- (31856) 2000 EP54 في قاعدة بيانات مختبر الدفع النفاث لأجرام النظام الشمسي الصغيرة

- الاكتشاف · مخطط المدار ·  العناصر المدارية · المعلمات المادية

- (31856) 2000 EP54 على موقع ويكي سكاي: DSS2, SDSS, GALEX, IRAS, Hydrogen α, X-Ray, Astrophoto, Sky Map, Articles and images